# Ustawka
Ustawka – starcie fizyczne dwóch grup ludzi bądź dwóch osób, zazwyczaj deklarujących przynależność do innych grup kibicowskich identyfikujących się głównie z klubami piłkarskimi, a także innych dyscyplin sportowych. Starcie zwykle oparte jest na określonych zasadach i odbywa się o ustalonej porze i w ustalonym miejscu.
Zjawisko pojawiło się w Polsce w drugiej połowie lat dziewięćdziesiątych XX wieku, kiedy policja wspólnie z organizatorami meczów piłkarskich ograniczyła możliwość kontaktu kibiców przeciwnych drużyn na stadionie. Do większej liczby ustawek przyczyniły się również zmiany przepisów prawa i wydawane w związku z tym tzw. „zakazy stadionowe” (prawne uniemożliwienie kibicowi udziału w imprezie masowej – meczu sportowym). Ustawki są związane z tzw. chuliganami stadionowymi i animozjami pomiędzy fanklubami różnych drużyn sportowych – najczęściej piłkarskich. Ustawki są umawiane według różnych kryteriów:
- liczby uczestników – np. pięciu na pięciu, dwudziestu na dwudziestu czy po czterdziestu uczestników, bądź też według formuły „banda na bandę” (w tego typu ustawce może brać udział nieograniczona liczba chuliganów; do takich dochodzi zazwyczaj w wypadku spotkania się grup kibiców przed lub po meczu).
- narzędzi niedozwolonych w trakcie walki – np. wyłącznie na gołe pięści, czyli bez „sprzętu” (kije, łomy, łańcuchy, noże, kastety)[1].
- wieku uczestników – niekiedy udział w ustawce uzależniony jest od wieku uczestników.

Typowa ustawka odbywa się bez broni, często stosowane są bandaże, którymi owija się dłonie, oraz ochraniacze na zęby. Ustawka ma miejsce najczęściej w ustronnym miejscu, a jedynymi świadkami starcia są obserwatorzy – również umówiona liczba osób z ekip biorących udział w umówionej bijatyce. W ustawce uczestniczą również obserwatorzy ekip postronnych, bywa także że wrogich względem uczestniczących, którzy zwracają uwagę na to, czy odbywa się ona zgodnie z przyjętymi zasadami. Członkowie poszczególnych band filmują często przebieg starcia. W walkach obowiązuje zazwyczaj zasada niekopania leżących, w chwili gdy nie przejawiają oni już ochoty do dalszej walki. Ustawka, w zależności od liczby osób w niej walczących uczestników, trwa do kilku minut. W przypadku gdy w walce bierze udział po 20 osób, bijatyka trwa średnio ok. minutę. Ustawka kończy się poddaniem walki przez pokonaną ekipę. W ustawkach biorą udział ekipy kibiców manifestujących przywiązanie zarówno do dużych, jak i do małych miast oraz klubów sportowych. Prowadzony jest także ranking udziału grup kibicowskich w ustawkach, ustalany wedle formuły zwycięstwo / remis / porażka.
Podczas niektórych ustawek używane są niebezpieczne narzędzia, np. kije bejsbolowe, pałki teleskopowe, noże, maczety, młotki, siekiery, kastety, metalowe rury. Wśród uczestników takich zdarzeń policja identyfikowała osoby ranne oraz ofiary śmiertelne. Ustawki są również planowane i uskuteczniane na autostradach, związane jest to z czasowym blokowaniem ruchu pojazdów. Niektórzy uczestnicy ustawek to osoby poszukiwane lub notowane w związku z przestępczością pseudokibicowską oraz członkowie zorganizowanych grup przestępczych zajmujących się handlem narkotykami.
Z punktu widzenia prawa ustawki są nielegalne i karalne, gdyż mogą stanowić podstawę dla czynu zabronionego z art. 158 Kodeksu Karnego – bójki. Jednakże uczestnicy ustawek nie są aktywnie ścigani przez policję, o ile w ich trakcie nie dojdzie do poważnych uszkodzeń ciała, aczkolwiek Policja prowadzi działalność prewencyjną, starając się zapobiegać organizowaniu ustawek kibiców. Ustawka, z punktu widzenia osób biorących w niej udział, to honorowe spotkanie (starcie) dwóch grup kibicowskich.